# Дулинский сельсовет
Ду́линский сельсовет — упразднённые административно-территориальная единица и муниципальное образование со статусом сельского поселения в составе Целинного района Курганской области.
Административный центр — село Дулино.
Законом Курганской области от 29.06.2021 № 73 к 9 июля 2021 года сельсовет упразднён в связи с преобразованием муниципального района в муниципальный округ.

## История
В соответствии с Законом Курганской области от 6 июля 2004 года № 419 сельсовет наделён статусом сельского поселения.

## Население
| 2002 | 2004 | 2010 | 2012 | 2013 | 2014 | 2015 |
| ---- | ---- | ---- | ---- | ---- | ---- | ---- |
| 571  | ↘562 | ↘468 | ↘436 | ↘431 | ↘426 | ↘411 |
| 2016 | 2017 | 2018 | 2019 | 2020 |      |      |
| ↗417 | ↗422 | ↘415 | ↘408 | ↘393 |      |      |

## Состав сельского поселения
| № | Населённый пункт | Тип населённого пункта       | Население |
| - | ---------------- | ---------------------------- | --------- |
| 1 | Бухаринка        | деревня                      | ↘55       |
| 2 | Дулино           | село, административный центр | ↘413      |